# Macario de Menorca
Macario de Menorca (en latín: Macarius de Minorica), es el segundo obispo de Menorca documentado, después de Severo. Su existencia es conocida por una relación de obispos asistentes al Concilio de Cartago de 484. Su nombre figura en el apartado de obispos de la isla de Cerdeña, junto, entre otros, con Elías de Mallorca y Opilio de Ibiza.
El Concilio de Cartago de 484, no reconocido por la Iglesia católica, fue una reunión conjunta de los obispos católicos y arrianos del reino vándalo, convocada por el rey Hunerico, con el objeto de unificar ambas confesiones bajo la hegemonía de los arrianos, que era la religión del rey. El concilio es uno de los episodios que conforman la política anticatólica de Hunerico, el único rey bárbaro que realizó una política violenta contra los católicos, aunque sus actos fueron de mayor intensidad en los territorios continentales que en los insulares del reino.
Macario es también el último obispo menorquín documentado durante la época anterior a la conquista musulmana, pues durante este tiempo la isla iba a quedar largos siglos privada de obispo hasta el restablecimiento de la diócesis en 1795.